# 超危險特工
《超危險特工》（英語：RED）是一部2010年美國動作片，改編自DC漫畫的同名漫畫。電影由勞勃·史溫凱執導。演員包括布魯斯·威利、海倫·米蘭、摩根·費里曼、約翰·馬可維奇、瑪莉·露易絲·派克和卡爾·厄本。美國於2010年10月15日首映。

## 劇情
法蘭克·莫西斯（Frank Moses；由布魯斯·威利飾演）是一名自美國中央情報局退休的前特工，局內分類為RED，即為已退休而極度危險（Retired, Extremely Dangerous），他感到退休生活十分無趣沒有變化，唯一的樂趣是每月撕毀養老金支票藉故與養老金管理人莎拉·羅斯（Sarah Ross；由瑪麗-露易斯·帕克飾演）在電話裡的談天說地時間，且法蘭克對莎拉在心中漸生情愫；一日法蘭克家中突然闖入了數名傭兵，想要將法蘭克滅口，法蘭克憑著過去的矯健身手將傭兵團擊退後，發現攻擊的背後有著巨大的陰謀存在；因此為了保護所愛的人，法蘭克決定召集過去的老戰友們，來對抗陰謀的幕後黑手並揭發真相……

## 演員
- 布魯斯·威利飾演法蘭克·莫西斯（Frank Moses）
- 海倫·米蘭飾演維多莉亞（Victoria）
- 摩根·費里曼飾演喬（Joe Matheson）
- 約翰·馬可維奇飾演馬文（Marvin Boggs）
- 布萊恩·考克斯飾演伊凡·西莫諾夫（Ivan Simanov）
- 玛丽-露易斯·帕克飾演莎拉·羅斯（Sarah Roses）
- 卡爾·厄本飾演威廉·庫柏（William Cooper）

## 續集
由於《猛火爆》全球收入超過2億美元及成為2011年度美國出租電影冠軍，故製作電影公司獅門娛樂已決定開拍續集，預計美國上映時間為2013年8月2日。除摩根·費里曼因所飾演的角色陣亡而無戲份之外，其他主角將會悉數回歸。更獲得奧斯卡金像獎女星凱薩琳·麗塔瓊斯（Catherine Zeta-Jones）及韓國影星李炳憲加盟。另外奧斯卡金像獎男星安東尼·鶴健士也確定參與演出。

## 外部連結
- 互联网电影数据库（IMDb）上《Red》的资料（英文）
- AllMovie上《Red》的资料（英文）
- Box Office Mojo上《Red》的資料（英文）
- 爛番茄上《Red》的資料（英文）
- Metacritic上《Red》的資料（英文）